# Kouaoua
Kouaoua (Kaa Wi Paa en langue ajië et mèa) est une commune française de Nouvelle-Calédonie, qui se situe sur la côte Est de l'île de la Grande Terre en Province Nord, à 175 km de Nouméa, entre Houaïlou (50 km au nors-ouest) et Canala (45 km au sud-est).
La commune fait partie de l'aire coutumière Xaracuu.

## Géographie
| Houaïlou        | Lagon de Nouvelle-Calédonie | Lagon de Nouvelle-Calédonie        |
| Poya            | Kouaoua                     | Lagon de Nouvelle-Calédonie Canala |
| Moindou Bourail | Sarraméa                    | Canala                             |

Kouaoua est enchâssée entre les communes voisines de Canala (dont elle faisait partie jusqu'en 1995) au sud-est et Houaïlou au nord-ouest. Elle est séparée par la Chaîne centrale de Sarraméa et Moindou.
Le territoire de la commune est organisé autour de la vallée du fleuve du même nom qui s'écoule de la Chaîne centrale suivant un axe sud-ouest - nord-est.

## Histoire
La région de Kouaoua est originellement appelée pays Mèa (du nom de la langue qui y est parlée) ou des Kaawipaa (reprenant le nom du fils aîné de l'ancêtre fondateur mythique, Pè Arshii).
En février 1855, lors de son inspection, le gouverneur Eugène du Rouzet estime qu'un établissement (militaire) est possible, à cause du port, du mouillage, de l'abri, de la géologie, de l'agriculture, et de la population.
Le nom de Kaawipaa a été francisé en Kouaoua et désigne tout aussi bien la vallée centrale du territoire de la commune actuelle et son fleuve, le district coutumier organisé (comme les autres) en 1898) par les autorités coloniales et au village chef-lieu.
Le district de Kouaoua comprend 6 des 7 tribus de la commune, mais n'a plus de grand-chef depuis les années 1950.
Le village est créé à partir du début de l'exploitation minière du nickel dans les années 1890. Celle-ci connaît un second souffle à partir de 1977 avec le développement du gisement de saprolite de Méa, l'un des plus gros du territoire (avec une capacité de production estimée à environ 1 million de tonnes de minerai trié par an). C'est ainsi qu'est mis en service à partir de 1979 le tapis roulant de transport de minerai « Serpentine », le seul au monde à comporter des courbes et l'un des plus longs (11 km). Il achemine le minerai de nickel du gisement de Méa jusqu'à la mer dans le village même de Kouaoua.

## Politique et administration
Kouaoua est la commune néo-calédonienne la plus récemment créée : elle a ainsi été détachée de Canala le 28 avril 1995.

### Liste des maires
| Période                                  | Période  | Identité               | Étiquette                                     | Qualité |
| ---------------------------------------- | -------- | ---------------------- | --------------------------------------------- | --- |
| 1995                                     | 2001     | Lucien Nomai           | FLNKS-UC                                      | |
| 2001                                     | 2004     | Raymond Poinraoupoépoé | FLNKS-UNI-Palika                              | |
| 2004                                     | 2008     | Karaïmiâ Mereatu       | FLNKS-UNI-Palika                              | |
| 2008                                     | 2014     | William Nomai          | FLNKS-UNI-Palika                              | |
| 2014                                     | 2025     | Alcide Ponga           | Le Rassemblement-UMP puis Le Rassemblement-LR | Conseiller provincial du Nord Membre du Congrès Président du Rassemblement (depuis 2022) Président du gouvernement (depuis 2025) |
| 2025                                     | En cours | Patrick Hari           | Le Rassemblement-LR                           | |
| Les données manquantes sont à compléter. |          |                        |                                               | |

### Politique de développement durable
La commune a engagé une politique de développement durable en lançant une démarche d'Agenda 21 en 2006.

## Démographie
L'évolution du nombre d'habitants est connue à travers les recensements de la population effectués dans la commune depuis 1956. À partir de 2006, les populations légales des communes sont publiées annuellement par l'Insee, mais la loi relative à la démocratie de proximité du 27 février 2002 a, dans ses articles consacrés au recensement de la population, instauré des recensements de la population tous les cinq ans en Nouvelle-Calédonie, en Polynésie française, à Mayotte et dans les îles Wallis-et-Futuna, ce qui n’était pas le cas auparavant. Ce recensement se fait en liaison avec l'Institut de la statistique et des études économiques (ISEE), institut de la statistique de la Nouvelle-Calédonie. Pour la commune, le premier recensement exhaustif entrant dans le cadre du nouveau dispositif a été réalisé en 2004, les précédents recensements ont eu lieu en 1996 et 1989.
En 2019, la commune comptait 1 304 habitants, en diminution de 10,19 % par rapport à 2014 (Nouvelle-Calédonie : +0,98 %).

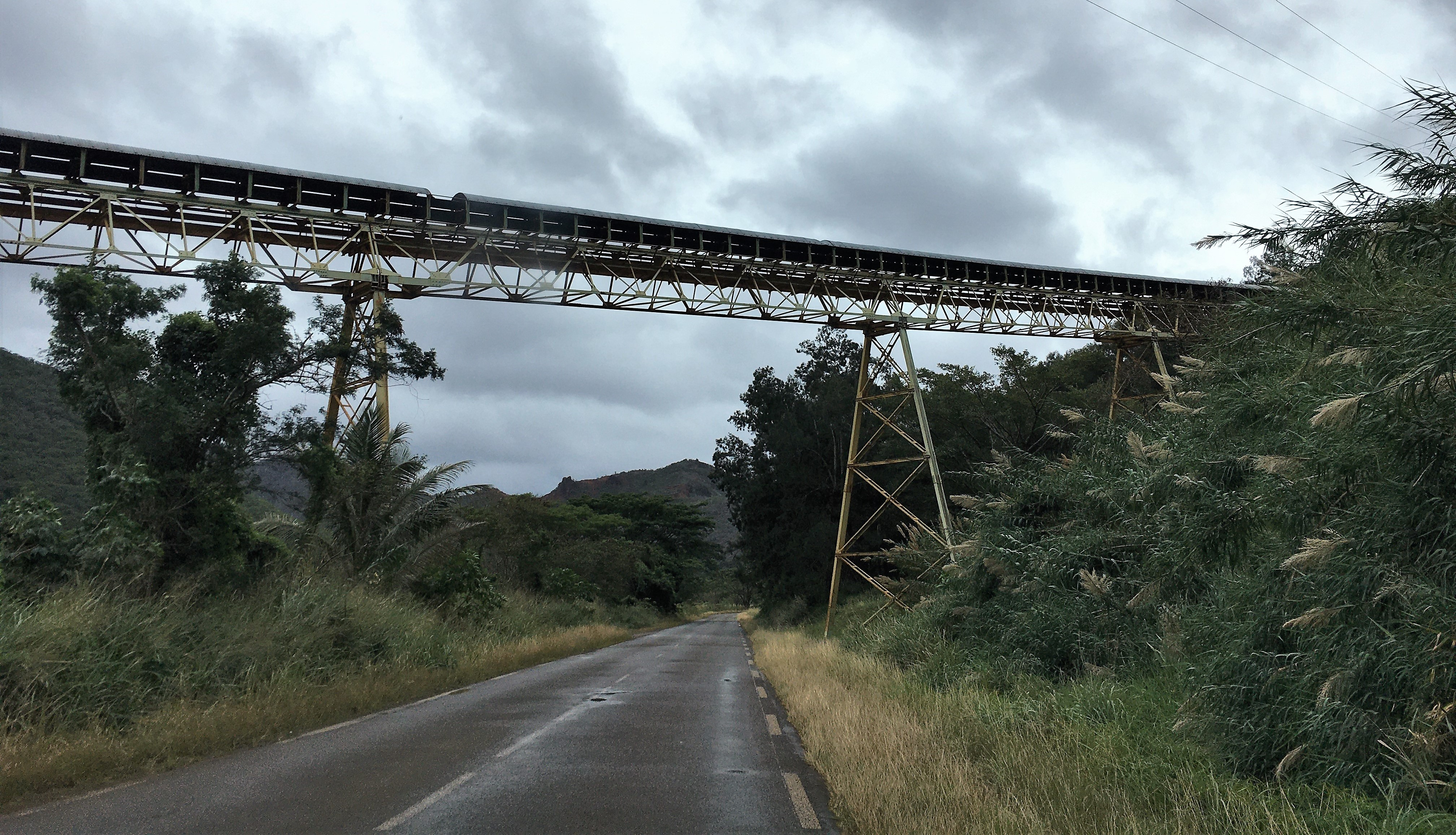
Convoyeur à Kouaoua

| 1989  | 1996  | 2004  | 2009  | 2014  | 2019  |
| ----- | ----- | ----- | ----- | ----- | ----- |
| 1 059 | 1 524 | 1 586 | 1 345 | 1 452 | 1 304 |

## Économie
L'activité économique de Kouaoua est largement dominée par l'exploitation minière du nickel, avec le gisement de Méa et le transport du minerai jusqu'au quai de chargement de la baie de Kouaoua par la trémie de la « Serpentine ».

## Tribus sur la commune,aire coutumière Xaracuunord
- - District Kouaoua : Amon-Kasiori ou Ouénéa, Ceynon, Konoyes-Sahoué, Méa-Mébara, Méchin, Ouérou-Pimet
  - District Canala : Koh

## Points d'intérêt touristique
- cascade de Koh,
- sentier des deux cascades : Toéré, Bamecaria,
- marché du matin : mardi et jeudi,
- plage de l'îlot,
- aire de repos culturelle de Kutuö,
- aire de repos et de pique-nique de Fa Mé Nidi Ori,
- la Serpentine, tapis roulant de 12 km pour le transport du minerai jusqu'à la roue-pelle de chargement des minéraliers,
- rallye de Kouaoua, en mars,
- journées du patrimoine,
- randonnées pédestres et équestres, libres ou guidées,
- canyoning,
- hébergement, restauration,

## Nord: repères axe nord-sud,RPN3entre Kouaoua et Houaïlou
- commune de Canala
- commune de Kouaoua (Kaa Wi Paa)
  - vallée de la Koua,
  - vallée de la Kaviju,
  - vallée de la Kouaoua,
  - rive droite : agglomération de Kouaoua,
  - vallée de la Kaviju,
  - vers Né-Awa,
  - Koh, vers le col d'Amieu,
  - col de Poro, RPN5,
- commune de Houaïlou (Waa Wi Luu)
  - route de Kamoui,
  - cap des Trois Sapins,
  - Poro, ancienne mine de nickel, port minéralier, rond-point, mine actuelle CFTMC,
  - pont sur la Néaoua (Né Waa), route RM19, Détourné de Paraoué,
  - route vers Néaoua (Né Waa), Kamoui, Ouakaya,
  - route vers Ouakaya, à l'intérieur,
  - vallée de la Kaoua,
  - campement Pentecoste,
  - entre les deux vallées : agglomération de Houaïlou, gendarmerie, église, centre administratif, marché, Méré,
  - vallée de la Houaïlou, rive droite,
    - RT3, Doneva, Ninidian, Nédivin, Bwenave, Gonde (rive gauche), Gondou (Godu), vers Boaré et Coula, vers Nérin et Poya, col des Roussettes,

  - vallée de la Houaïlou, vers la mer : Koua,
  - pont sur la (H)ouaïlou,
  - Nediouen,
  - Nekoue,
  - Méomo,
- commune de Ponérihouen

## Sud: repères,RPN3entre Canala et Kouaoua
- commune de Thio (Cöö), (Province Sud)
- commune de Canala, (Province Nord) 
  - Canala, baie, cap Dumoulin, cap Bégat (nord),
  - Nigou, Méhoué, Nonhoué, Boakaine,
  - vallée de la 'Négropo, Mérénémé,
  - vallée de la Crouen, ancienne station thermale, vers Nanon, Kénérou, Haouli (Xêwîrî), Emma (Amââ), Bouérou,
  - vallée, bifurcation vers Canala  et La Foa, par le col d'Amieu, cascade de Koh,
  - pont sur la Négropo, vers Koh,
- commune de Kouaoua (Kaa Wi Paa)
  - vallée de Kouaoua, Méa-Mébara, mine, tapis roulant / serpentine, Wabe, Konoé-Shawé,
  - Kouaoua (Kaa wi Paa), baie de Kouaoua, port minéralier, Wénéé,
  - Kua (Wa), baie de Kua,